# Futbolo klubas Žalgiris 2019
Questa voce raccoglie le informazioni riguardanti il Futbolo klubas Žalgiris nelle competizioni ufficiali della stagione 2019.

## Rosa
| N. |                        | Ruolo | Calciatore          |
| -- | ---------------------- | ----- | ------------------- |
| 1  | Lituania (bandiera)    | P     | Armantas Vitkauskas |
| 3  | Lituania (bandiera)    | D     | Georgas Freidgeimas |
| 4  | Lituania (bandiera)    | C     | Modestas Vorobjovas |
| 5  | Paesi Bassi (bandiera) | D     | Donovan Slijngard   |
| 6  | Romania (bandiera)     | D     | Andrei Cordoș       |
| 7  | Spagna (bandiera)      | C     | Víctor Pérez        |
| 8  | Romania (bandiera)     | C     | Liviu Antal         |
| 9  | Francia (bandiera)     | C     | Hugo Vidémont       |
| 10 | Croazia (bandiera)     | A     | Tomislav Kiš        |
| 11 | Bulgaria (bandiera)    | D     | Venelin Filipov     |
| 12 | Rep. Ceca (bandiera)   | P     | Martin Berkovec     |
| 13 | Lituania (bandiera)    | C     | Saulius Mikoliūnas  |
| 14 | Lituania (bandiera)    | C     | Karolis Uzėla       |

| N. |                     | Ruolo | Calciatore          |
| -- | ------------------- | ----- | ------------------- |
| 16 | Serbia (bandiera)   | C     | Marko Tomić         |
| 17 | Lituania (bandiera) | C     | Matas Vareika       |
| 19 | Slovenia (bandiera) | D     | Klemen Bolha        |
| 20 | Brasile (bandiera)  | C     | Higor Vidal         |
| 22 | Spagna (bandiera)   | C     | Pau Morer           |
| 23 | Lituania (bandiera) | D     | Rolandas Baravykas  |
| 33 | Lituania (bandiera) | C     | Domantas Šimkus     |
| 44 | Kosovo (bandiera)   | A     | Erton Fejzullahu    |
| 81 | Lituania (bandiera) | C     | Meinardas Mikulėnas |
| 96 | Lituania (bandiera) | A     | Gustas Jarusevičius |
| 99 | Lituania (bandiera) | A     | Osvaldas Čipkus     |
|    | Lituania (bandiera) | P     | Edvinas Gertmonas   |